# Akrofóbia
Az akrofóbia (más néven magaslati félelem, illetve „tériszony”, bár ez utóbbi a nyílt terektől való félelmet is jelentheti) a görög akron szóból származik, ami csúcsot jelent.
Az akrofóbia akkor lép fel, ha az ezzel küszködő ember hegyekbe, toronyba, sokadik emeletre, hidakra, vagy egyszerűen az erkélyre megy, illetve létrára mászik. Ez a fóbia gyakran halálfélelemmel párosul, és olykor repülőn is pánikérzet léphet fel.
Az akrofóbia tünetei lehetnek: szívdobogás, szédülés, izzadás, mellkasi fájdalom, az ún. „lehúz a mélység“-érzet. Az akrofóbia kezelhető gyógyszerekkel, illetve pszichoterápiával is.